# Pêche à l'aimant

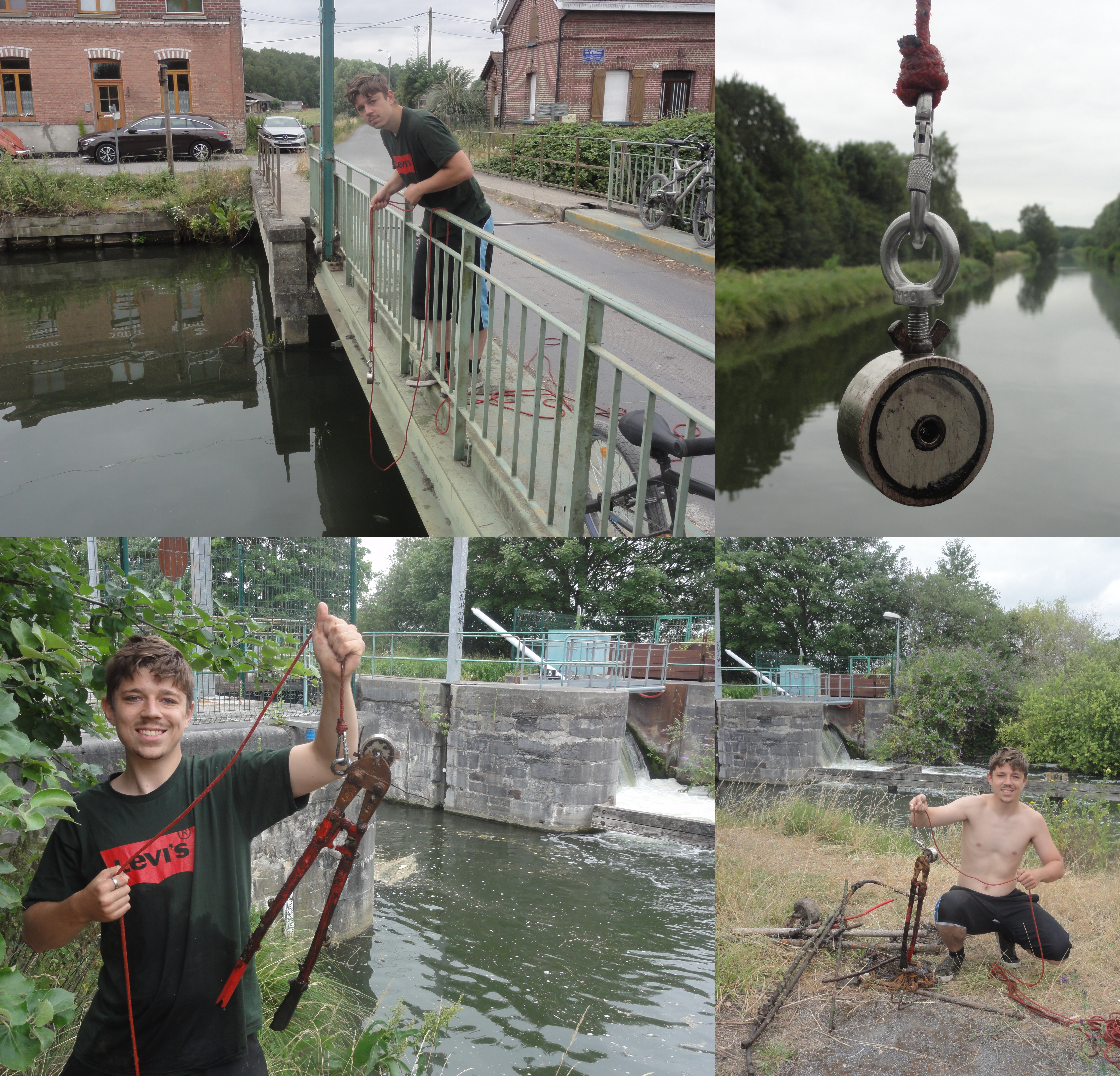
Pêche à l'aimant dans la Scarpe à Lallaing, en France.

La pêche à l'aimant, également appelée pêche magnétique, est une activité qui consiste à rechercher des objets ferromagnétiques à l'aide d'aimant dans les eaux extérieures.
Si cette pratique est présentée comme écologique par ses défenseurs, elle présente plusieurs risques, dont celui de détériorer et de détruire de la faune et de la flore aquatiques. Les objets remontés peuvent être dangereux (armes à feu, munitions, bombes).

## Pratiquants
Les personnes qui pratiquent la pêche à l'aimant dans les pays anglo-saxons peuvent être nommées magnetfishers, magneteers, ou neodemons. Ce passe-temps étant encore balbutiant, aucun des noms ne s'est encore imposé. En France, ils sont nommés "pêcheurs à l'aimant".
Certains de ceux qui s'engagent dans ce passe-temps le font dans un but de dépollution et pour l'environnement, tandis que d'autres ont l'espoir de trouver des objets rares ou précieux.

## Objets récupérés
Les aimants utilisés sont spécialement conçus pour repêcher de gros déchets comme des morceaux de bicyclettes, des armes, des coffres-forts, des bombes, des pièces de monnaie, des chariots de supermarché et des pièces automobiles perdus au fond des plans d'eau,,.

## Critique

### Dangers
Certains pêcheurs à l'aimant remontent des objets dangereux tels couteaux ou des munitions non explosées. Si cela arrive, il faut laisser l'aimant immergé dans l’eau et appeler les services de polices. Il faut aussi éviter toutes manipulations et attendre les services de déminages.
L'autre danger est, lorsque la corde est attachée au pêcheur d'être entrainé s'il y a du courant.
La puissance des aimants peut être suffisamment importante pour écraser des doigts.

### Écologie
Le fait de déplacer des objets aux fonds des rivières provoque des risques de détérioration et de destruction de la faune et de la flore aquatiques.

### Patrimoine
Cette pratique vient également troubler le patrimoine archéologique immergé.

## Législation

### Allemagne
D’un point de vue juridique, la pêche à l’aimant constitue une utilisation spéciale nécessitant un permis. L’enlèvement d’objets dans les eaux nécessite également l’autorisation du propriétaire du plan d’eau en question. La saisie d’objets explosifs est une infraction administrative en vertu de l’ordonnance sur les munitions explosives, qui est passible d’une amende pouvant aller jusqu’à 5 000 euros.

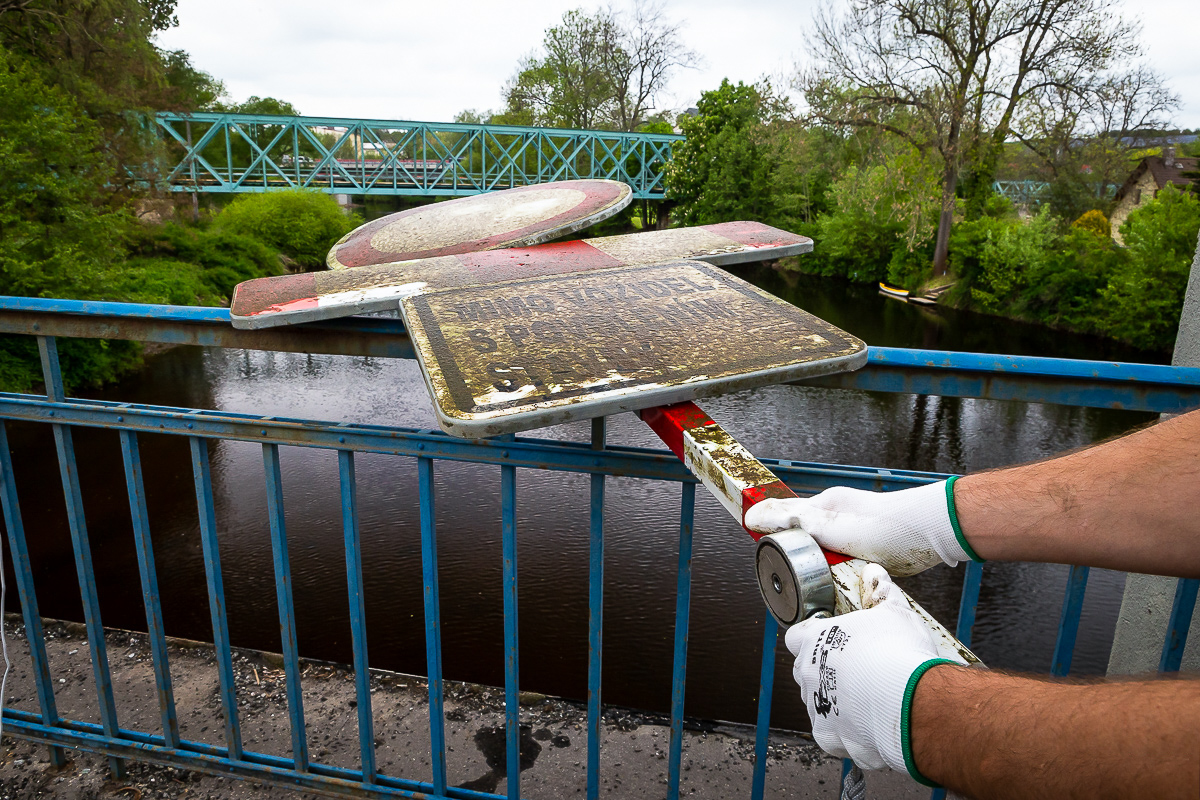
Panneau de signalisation retrouvée dans la Jizera. L'aimant est encore accroché en panneau en bas.

### Angleterre et Pays de Galles
En 2018, un père et son fils ont été retrouvés morts dans le canal de Huddersfield, près de Pudsey, alors qu'ils étaient partis pécher à l'aimant : l'autopsie a révélé qu'ils se sont noyés, surement en voulant remonter un objet trop lourd.
En 2019, une partie de la ville de Leicester a dû être fermée à la circulation après la découverte d'obus de mortiers par un pêcheur à l'aimant.
Le Canal & River Trust, qui possède la plupart des canaux du Royaume-Uni, a des règlements interdisant aux gens d’enlever des matériaux du canal et des rivières qu’il possède.

### Écosse
Pour pêcher, il faut demander l'autorisation à Scottish Canals (en).

### France
Les règles de la pêche à l'aimant sont identiques à celles encadrant la détection d'objets enfouis : 
La pêche à l'aimant nécessite une autorisation étatique et préfectorale pour les cours d'eau, ainsi qu'une autorisation du propriétaire s'il s'agit d'un plan d'eau privé.
Cependant, de nombreuses différences de traitement apparaissent selon les préfectures.
Les mairies et les préfectures peuvent prendre des arrêtés interdisant la pêche à l'aimant.

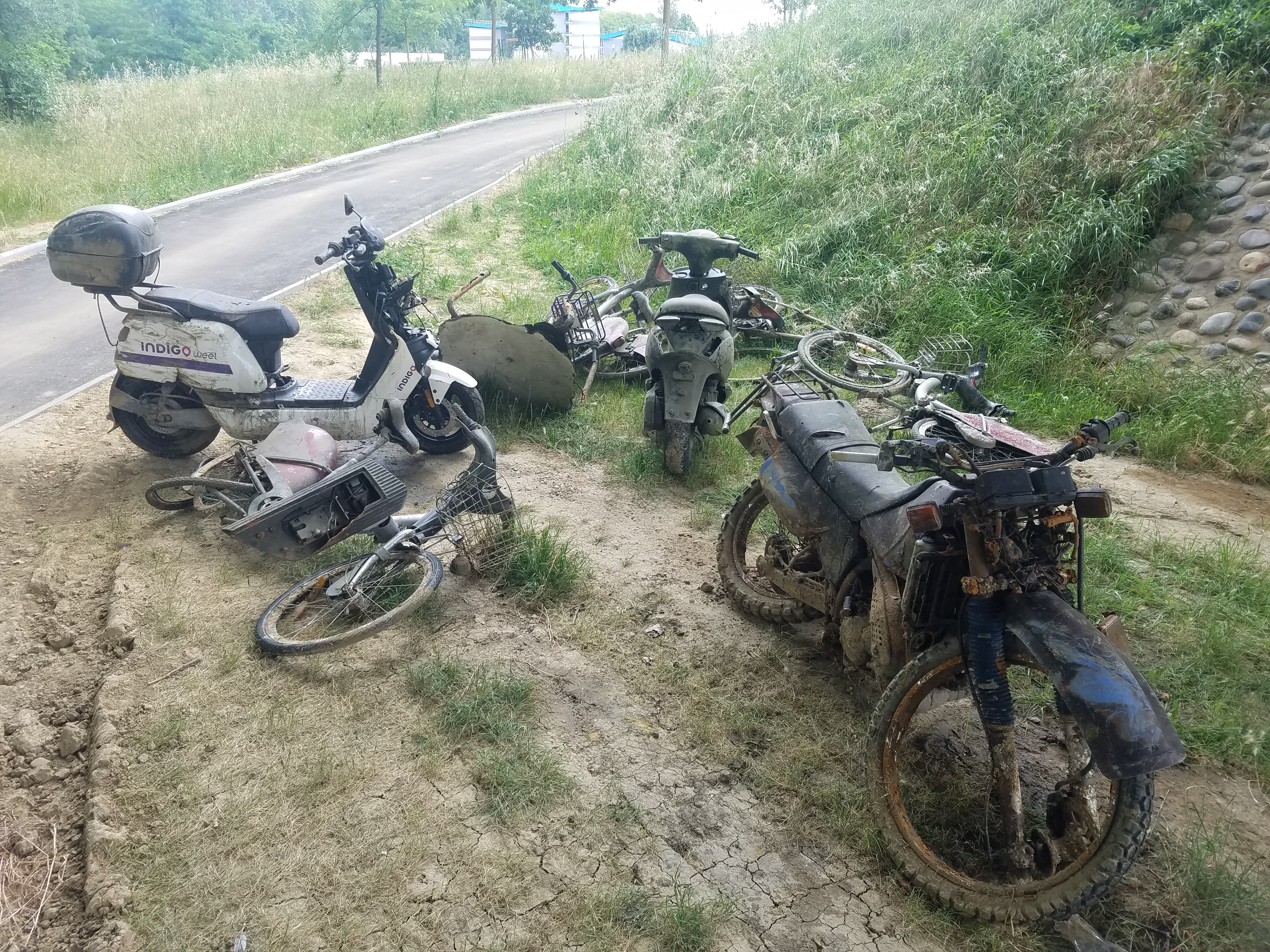
Vélos et scooters pêchés à l'aimant (et/ou au grappin) exposés le long du canal du Midi (Toulouse, France).

Le 5 juin 2019, le préfet de la Direction Générale de la Sécurité Civile et de la Gestion des Crises placée près le Ministère de l'Intérieur[Quoi ?] a diffusé une note à l'attention des préfets de département pour confirmer les risques de la pêche à l'aimant, notamment à la suite de l'incident du 12 mai 2019 à Ferrière-la-Grande. Elle y affirme que « Les règles de la pêche à l'aimant sont identiques à celles encadrant la détection d'objets enfouis [...] ». Les autorisations du propriétaire des lieux (terrains privés dont aquatiques) et du préfet sont obligatoires ainsi que pour les cours d'eau, lacs, rivières, fleuves et canaux avec celle de l'État, propriétaire des biens sous-marins. Des préfets et des élus ont mis en œuvre des arrêtés interdisant ce type de pêche. C'est le cas des préfectures départementales de la Somme, de la Vienne, de Meurthe-et-Moselle, etc. Un rappel à la législation en vigueur est fait par d'autres préfectures pour informer le public. C'est le cas des préfectures des Alpes-de-Haute-Provence et du Var.
Par ailleurs, dans une réponse à une question écrite au Sénat publiée le 17 décembre 2020, le ministère de la Culture rappelle le caractère illégal de cette pratique sans autorisation. La réponse précise que l'autorisation de l'État est requise pour la pêche dans les cours d'eau, lacs, rivières, fleuves ou canaux, ainsi que celle du préfet de région au titre du code du patrimoine pour toute recherche à finalité patrimoniale.
Si la recherche s’inscrit dans le domaine de l’archéologie, il est impératif d’obtenir l’autorisation du préfet de région, tel que précisé dans l’article L. 542-1 du Code du patrimoine,,.
Dans certains départements, la pêche à l'aimant est expressément interdite.
La France ayant connu d'importants combats sur son territoire, notamment pendant la Première Guerre mondiale, il est très facile de tomber sur des munitions ou des grenades.

### Pays-Bas
La pêche à l’aimant, comme la fouille avec un détecteur de métaux, est soumise à la législation. Selon la loi sur le patrimoine néerlandaise (nl), les objets archéologiques dans l’eau ne peuvent pas être déplacés et pour cette raison, il existe un certain nombre de lieux d’importance historique où la pêche à l’aimant peut être punie d’une amende.

Cette loi dispose également que la détection de métaux nécessite toujours l’autorisation du propriétaire foncier. Les organisations de protection de la nature, telles que la Natuurmonumenten, peuvent donc refuser cette autorisation.

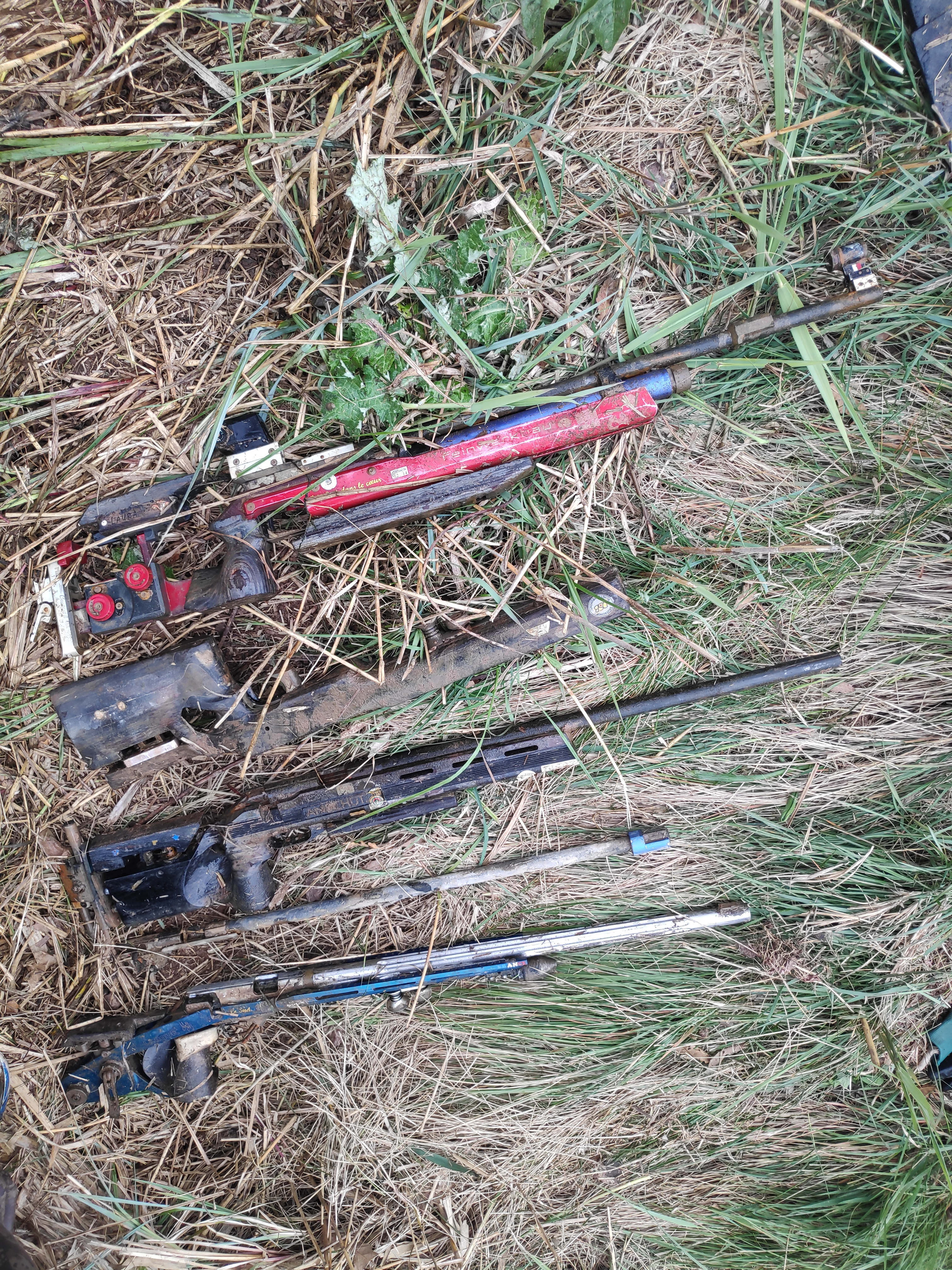
4 carabines de tir sportif repêchées dans le Canal du midi par les youtubeurs Pêcheur de Trésors (Agde, France)

## Dans la culture populaire
Le hobby a été adopté par des célébrités telles que le joueur de rugby anglais James Haskell,.

### Affaires criminelles
Des pêcheurs à l'aimant amateurs en Belgique ont aidé la police par la récupération de nouveaux éléments de preuve, plus précisément des armes à feu et de munitions, liées aux crimes des tueurs du Brabant. D'autres ont remonté des bombes, certaines encore actives ayant entraîné des blessures.

### Initiation
Des journées d'initiations sont parfois organisées.

### Réseaux sociaux
La pêche à l'aimant est un loisir très présent sur les réseaux sociaux, en particulier sur YouTube. Les principaux youtubeurs français sont Pêcheur de Trésors.